# Plocama pendula

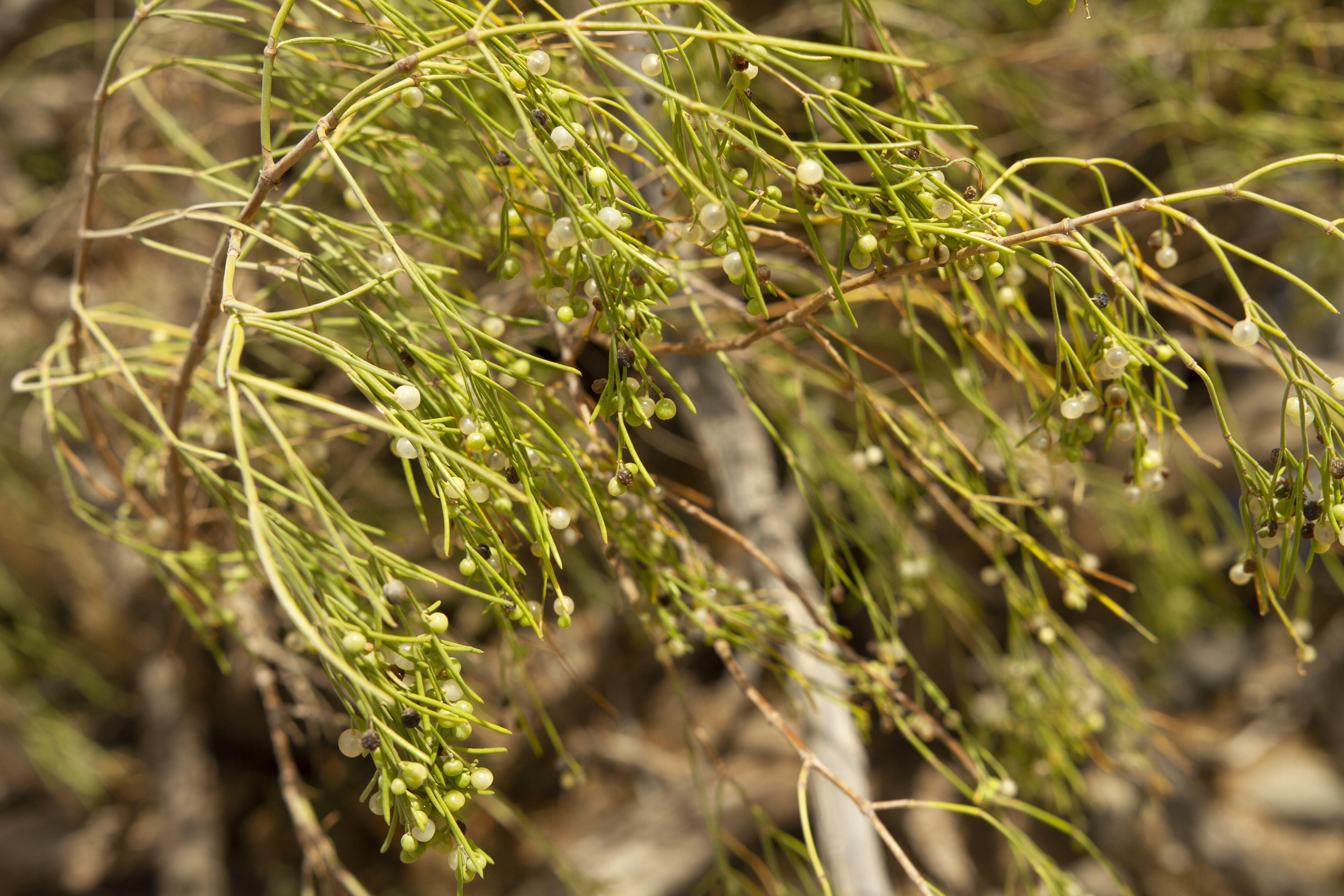

Plocama pendula Aiton es una especie arbustiva de la familia de las rubiáceas endémica de las islas Canarias.

## Descripción
Dentro de Rubiaceae se diferencia por tratarse de un arbusto con hojas filiformes y colgantes, con bordes no espinosos. Los frutos son pequeñas bayas de color negro al madurar.

## Distribución
P. pendula es un endemismo de Canarias presente en todas las islas, salvo Lanzarote.

## Taxonomía
Plocama pendula fue descrita por William Aiton y publicado en Hortus Kewensis; or, a catalogue . . . 1: 292, en el año 1789.
Etimología
Plocama: nombre genérico que podría proceder del griego plochamos, que significa cestería, aludiendo a las ramillas intrincadas.
pendula: procede del latín pendulus, que significa colgante, haciendo referencia a las ramas de esta planta.
Sinonimia
- Bartlingia scoparia Rchb.[3][4][5]

## Nombres comunes
Se conoce como balo (del tamazight insular: ⴱⴰⵍⵓ, de aballāw > (a)ballo > balo).